# Пітон папуановий
Пітон папуановий (Apodora papuana) — єдиний представник роду неотруйних змій папуанових пітонів родини пітони. Інші назви «оливковий пітон» та «великий водяний пітон».

## Опис
Загальна довжина коливається від 1,5 до 5 метрів. Найбільша вага — 22,5 кг. Забарвлення в різних географічних популяціях коливається від оливкового до контрастною з коричневою спиною, жовто-коричневими боками й сіро-коричневою головою, кожна загострена лусочка облямована чорним обідком.

## Спосіб життя
Полюбляє дощові ліси, савани та рідколісні савани. Активний вночі. Харчується дрібними ссавцями, іншими зміями, зокрема пітонами.
Це яйцекладна змія. Самка відкладає до 10 яєць.

## Розповсюдження
Мешкає на о. Нова Гвінея й найближчому острові Місул.